# Macintosh Portable

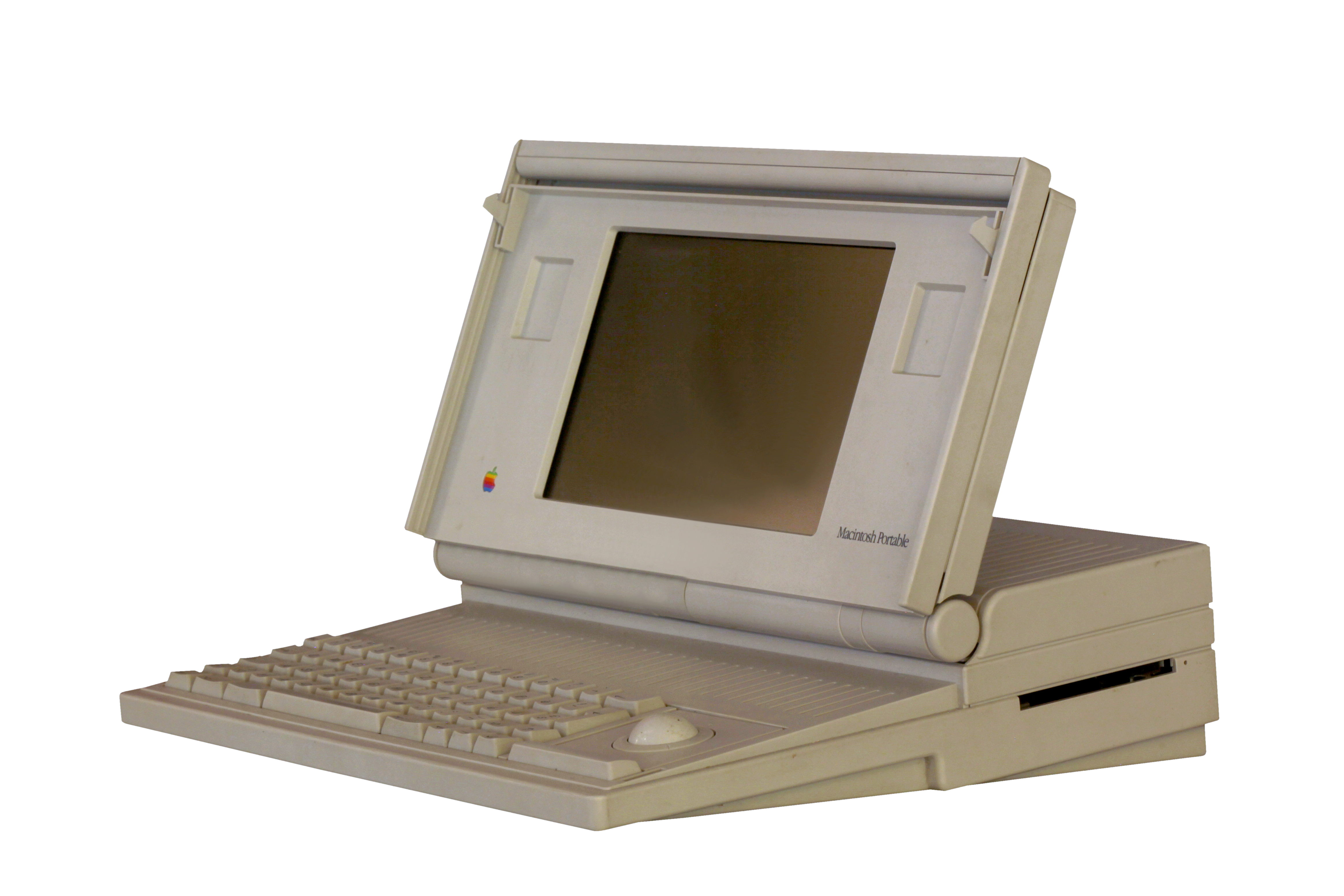

Macintosh portable a fost primul calculator portabil, similar cu Macintosh 128K, care avea un ecran LCD și o baterie care dura până la 10 ore.
A fost lansat pe piață de Apple Inc. pe 20 septembrie 1989.